# (2201) Oljato
(2201) Oljato ist ein Asteroid des Apollo-Typs, der am 12. Dezember 1947 von Henry Lee Giclas am Lowell-Observatorium in Flagstaff entdeckt wurde.
Der Name Oljato bedeutet so viel wie Wasser im Mondlicht und ist eine andere Bezeichnung für das Monument Valley in den USA.
Oljato ist vermutlich der Ursprungskörper des Meteorstroms der Chi-Orioniden.